# Freycenet-la-Cuche
Freycenet-la-Cuche là một xã thuộc tỉnh Haute-Loire nam trung bộ nước Pháp. Xã Freycenet-la-Cuche nằm ở khu vực có độ cao trung bình 1170 mét trên mực nước biển.